# 만호 (조선)
만호(萬戶)는 조선왕조의 무관 관직이다. 지방 군영(진영)의 장수, 즉 진(鎭)의 영장(營將)이며, 품계는 종4품이었다. 육군은 병마만호(兵馬萬戶), 수군은 수군만호(水軍萬戶)인데, 병마만호는 평안도, 함경도에 일부 설치되어 있었고 대부분의 만호 직책은 수군만호로 운영되었다.

## 역사
만호는 몽골의 간섭을 받던 고려 말에 처음 설치된 벼슬이다. 만호라는 직함은 만호가 부임한 지역의 민가 수에서 비롯되었다. 즉, 1만 호(戶, 가구)을 통솔하는 직책을 의미한다. 그러나 이는 상징적인 것이고, 실제 부임한 지역의 민가 수나 지휘 병력과는 상관이 없었다. 조선 초기에는 3품 이상을 만호, 4품부터 6품까지를 천호(千戶)라고 하였으며, 태종 때 3품 무관을 만호, 3품을 부만호(副萬戶), 5품을 천호(千戶), 6품을 만호는 부천호(副千戶)로 설정하였다. 이후 세종 때 3품과 4품을 만호, 5품과 6품을 천호로 개정하였다가 나중에는 종4품 만호 직책만 남았다. 또 여진족과 같은 북방 이민족 부족장 등에게 이러한 만호, 천호 직책을 부여하기도 했다.

## 운영
무예(武藝) 시험을 거친 자로 임명하며, 법으로 규정된 임기는 900일이다. 만호는 직속 절도사, 첨사(僉使, 첨절제사) 등과 상피 관계에 있었으며, 만호를 지내면 지방관을 거치지 않았더라도 품계를 올려주었다.

## 인물
널리 알려진 만호 관직 역임자는 아래와 같다.
- 이성계 : 1361년 동북면상만호 (고려)
- 이순신 : 1581년 발포(수군)만호, 1587년 조산보(병마)만호
- 정운 : 1591년 녹도(수군)만호
- 송희립 : 지도(수군)만호
- 어영담 : 여도(수군)만호
- 한백록 : 지세포(수군)만호

## 기타
만호의 품계와 지휘 병력 규모는 현재 군대의 대대장(중령)에 상당한다. 만호가 지휘하는 진(군영)이 강등되면 현재의 중대장에 해당하는 종9품 권관(權管)의 진이 되고, 임무와 병력이 확장되어 승격하면 현재의 연대장에 해당하는 종3품 첨절제사의 진이 된다.

## 같이 보기
- 수군
- 첨절제사
- 만호동